# Ana-Teodora Asenina da Bulgária
Ana-Teodora Asenina (em búlgaro:  Анна-Теодора Асенина) foi uma princesa búlgara do século XIII, filha do czar João Asen II da Bulgária com Irene Comnena de Epiro.

## História
Pelo lado de sua mãe, Ana-Teodora era neta de Teodoro Comneno Ducas, déspota de Epiro. Ela se casou com o sebastocrator Pedro antes de 1253 e o casal teve uma filha que casou-se com o déspota de Vidin Sismanes, o fundador da dinastia Sismanes, um ramo da dinastia Asen.
Através dele, ela era avó do czar Miguel Sismanes da Bulgária e bisavó de João Estêvão, João Alexandre e Helena da Bulgária, a esposa de Estêvão Uresis IV.